# NGC 835
NGC 835 је спирална галаксија у сазвежђу Кит која се налази на NGC листи објеката дубоког неба.
Деклинација објекта је - 10° 8' 7" а ректасцензија 2h 9m 24,6s. Привидна величина (магнитуда) објекта NGC 835 износи 12,2 а фотографска магнитуда 13,0. NGC 835 је још познат и под ознакама MCG -2-6-31, MK 1021, ARP 318, IRAS 02069-1022, HCG 16A, KUG 0206-103, PGC 8228.